# Gewone drentelmier
De gewone drentelmier (Stenamma debile) is een mierensoort uit de onderfamilie van de Myrmicinae. De wetenschappelijke naam van de soort is voor het eerst geldig gepubliceerd in 1850 door Foerster.